# LAG AI300
 (décembre 2023).
Si vous disposez d'ouvrages ou d'articles de référence ou si vous connaissez des sites web de qualité traitant du thème abordé ici, merci de compléter l'article en donnant les références utiles à sa vérifiabilité et en les liant à la section « Notes et références ».
Le LAG AI300 est un autobus interurbain développé en 1979 par LAG. Ce bus était construit sur châssis DAF ou Volvo.

## Introduction
C'est en fonction du cahier des charges de la SNCV (spécifications techniques 122) que l'AI300 a été étudié et construit.
Cette carrosserie peut être montée sur n'importe quel châssis, à condition qui celui-ci réponde aux spécifications du cahier des charges.
L'étude de ce véhicule fut d'abord menée de façon à aboutir à une standardisation permettant l'interchangeabilité de toutes les pièces, par exemple l'habillage extérieur dont les plaques sont de dimensions standards. D'autre part tous les éléments de la carrosserie sont très facilement démontables. Les pare-chocs avant et arrière notamment ceux-ci sont fixés solidement par boulons, ce qui permettra l'accès très aisé aux organes mécaniques.
Le câblage de l'AI300 est réalisé de façon que l'on puisse déceler et réparer rapidement toute panne ou défaut dans l'installation électrique. Le plancher surbaissé et les très larges portes donnent une accessibilité très importante au véhicule.
La carrosserie est créée par le bureau d'esthétique industrielle idea s.a.